# Théophile Lybaert
Théophile Marie François Lybaert, né le 14 juin 1848 à Gand où il est mort le 28 mai 1927, est un peintre et sculpteur belge. Il commence sa carrière comme peintre de scènes de genre et de sujets orientalistes. Il peint ensuite des sujets de l'histoire nationale et internationale, de la vie militaire et de la Bible. Il est principalement connu pour ses peintures religieuses exécutées dans un style gothique archaïque qui reprend les modèles du XVIe siècle des maîtres nord-européens tels que Hans Memling et Albrecht Dürer. Ces œuvres lui ont valu l'appellation de « gothique moderne » ou de « Memling contemporain »,. Dans une période finale à partir des années 1910, il développe vers un style éclectique incorporant le symbolisme.

## Biographie
Théophile Lybaert est né à Gand comme l'un des trois fils de Jan Baptist Lybaert et Marie-Louise Coppejans. Son père est un ancien élève de l'Académie royale des beaux-arts de Gand et un peintre héraldique et décoratif. Son père compile également un cahier contenant des anecdotes sur les peintres gantois du XIXe siècle, publié seulement en 1998,. Lybaert épouse Justine-Marie Temmerman le 14 mai 1887. Le couple n'a pas d'enfants.
Dès son plus jeune âge, Théophile Lybaert reçoit une formation artistique initiale à l'atelier des frères Paul et Félix De Vigne, respectivement un sculpteur et un peintre qui travaillent dans le style dit troubadour. Il s'inscrit en 1862 à l'Académie royale des beaux-arts de Gand où l'étudie sous le peintre d'histoire belge Théodore-Joseph Canneel,. Il est un étudiant brillant et gagne un certain nombre de prix, y compris pour le dessin et l'anatomie. 
Il expose pour la première fois en 1868 au salon triennal de Gand. Son tableau représentant le Christ n'est pas bien reçu. Afin de gagner sa vie, Lybaert puis peint des portraits triviaux et des scènes de genre pour le marché d'exportation américain.

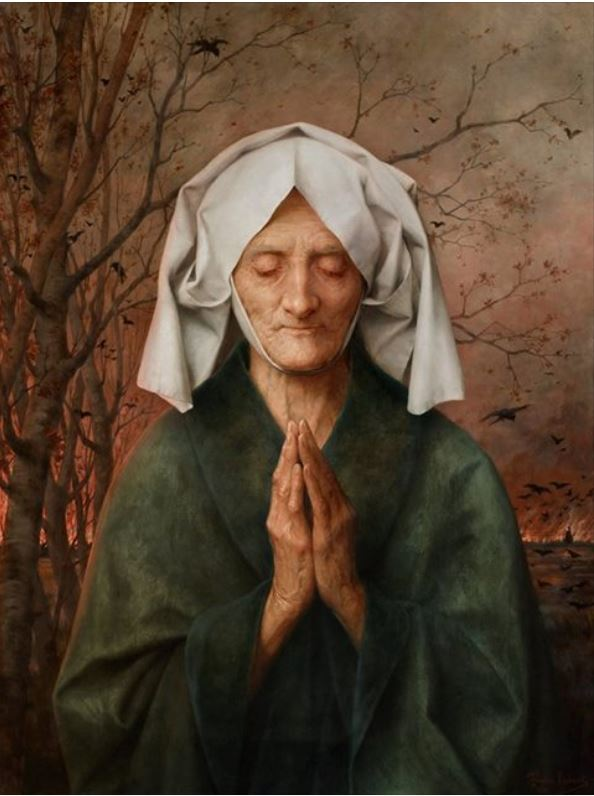
La vieille Flandre

En 1874, il voyage à Paris où il étudie sous la direction de l'éminent artiste orientaliste Jean-Léon Gérôme. Il passe probablement aussi du temps en Afrique du Nord pour ses études. À son retour à Gand en 1878, il devient d'abord un peintre renommé de sujets orientaux. Cependant, ces tableaux ne lui apportent pas le succès espéré et l'exposent même à la critique qu'il est seulement un imitateur des premiers orientalistes. Il abandonne alors la peinture de genre au profit du portrait et de la peinture d'histoire. Il crée des grands tableaux de sujets historiques tels que Le palais de l'Alhambra après l'exécution des Abencerrages et L'adoration de l'empereur Caligula, qu'il envoie aux expositions internationales. Ces œuvres lui valent une reconnaissance critique. Un tableau religieux représentant la Vierge de Gand (Groeningemuseum, Bruges) exposée au Salon de Gand en 1883 est encore plus chaleureusement accueillie. Dès lors, Lybaert décide de se concentrer sur des thèmes religieux, qui expriment ses propres convictions chrétiennes et son admiration pour les artistes du XVIe siècle.
Un voyage en Allemagne lui permet d'étudier les œuvres de Dürer. L'artiste construit peu à peu une réputation internationale. Il reçoit des prix aux salons de Paris, Montpellier et Hambourg. Au salon de Caracas de 1884, il reçoit l'Ordre du Libérateur par le gouvernement du Venezuela. Sa réputation s'établit largement grâce aux nombreuses reproductions de ses œuvres qui circulent de son vivant. Son œuvre est particulièrement bien reçue dans les cercles catholiques conservateurs. Le Vatican commande à l'artiste une Vierge à l'Enfant Jésus. L'écrivain catholique français Charles Buet écrit une brochure intitulée Un moderne gothique sur l'artiste et chante ses louanges.
Lybaert obtient des commandes pour des grands projets de fresques dans diverses églises en Belgique. Il peint le chemin de croix dans l'église St Anne et l'église St Sauveur à Gand. Dans l'église Sainte-Anne il prend la suite de son maître Canneel qui a commencé le projet décoratif mais est mort avant qu'il puisse finir. Lybaert est actif dans la vie culturelle de sa ville natale et a un siège sur la commission provinciale pour la protection des monuments et la commission du Musée des beaux-arts de Gand.
Lybaert continue à être actif en tant qu'artiste dans sa vieillesse. Il meurt à Gand le 28 mai 1927.

## Œuvre
Lybaert commence comme un peintre de scènes chrétiennes et se développe ensuite vers des scènes de genre et des œuvres orientalistes. Après une période au cours de laquelle il peint des tableaux d'histoire traitant d'épisodes importants de l'histoire nationale belge ou internationale, il devient principalement un peintre de scènes religieuses.

## Quelques œuvres

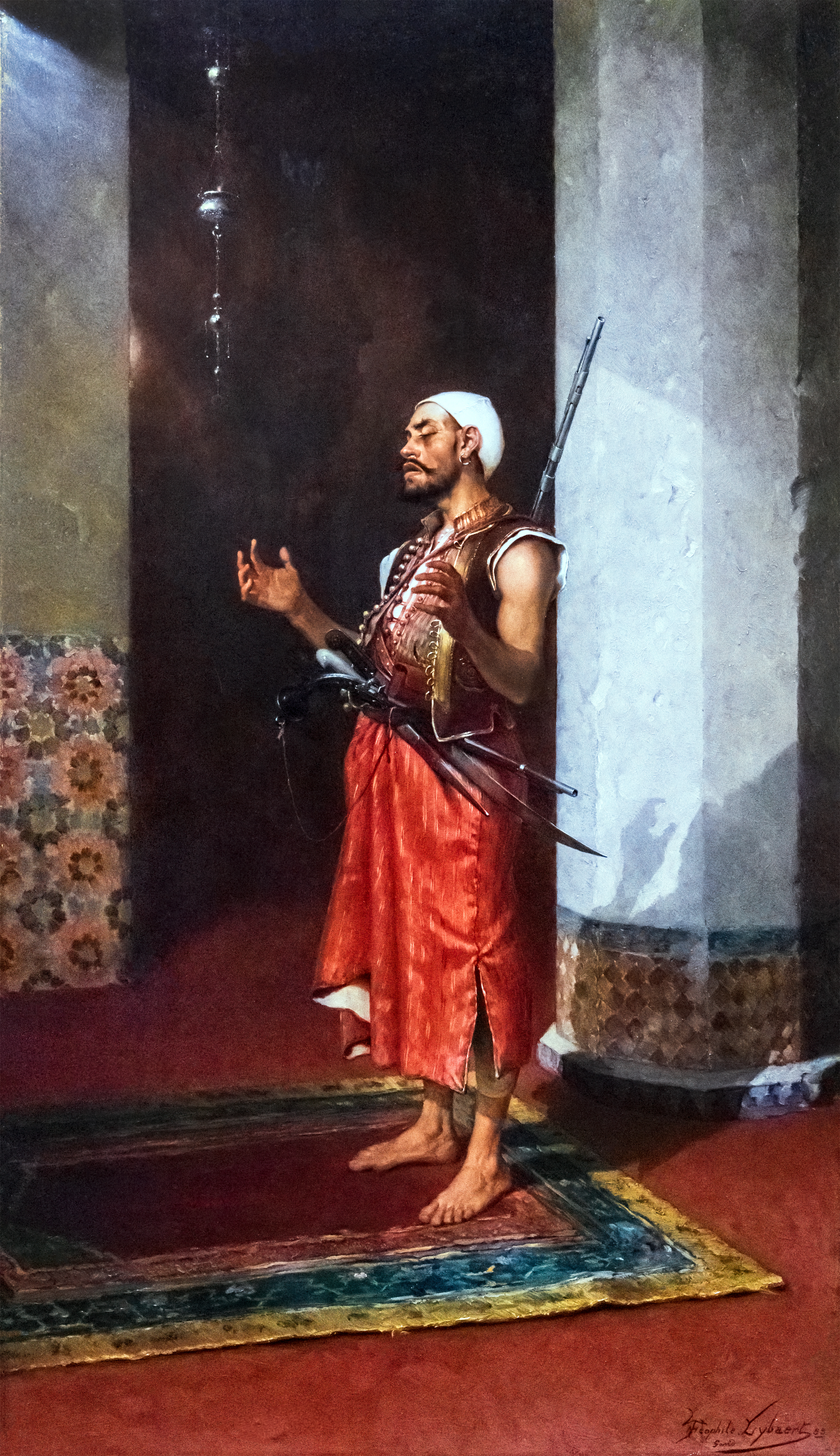
Garde turc en prière - Musée des Beaux-Arts de Narbonne
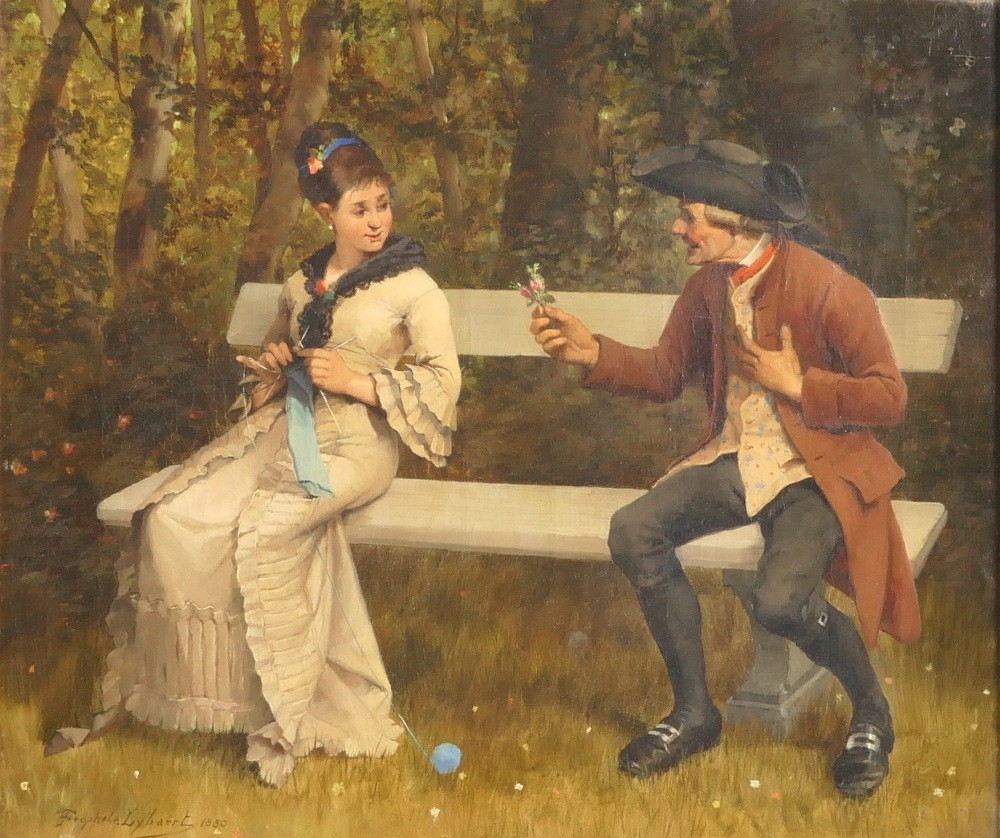
Le vieux galant.
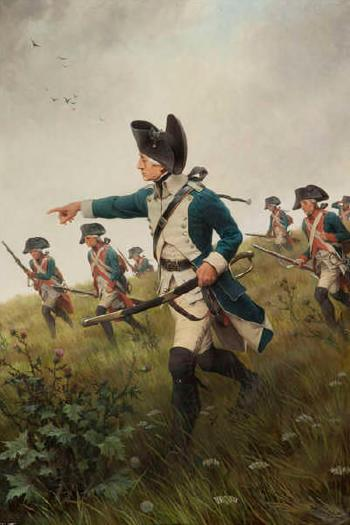
Jersey-Blues en éclaireurs .
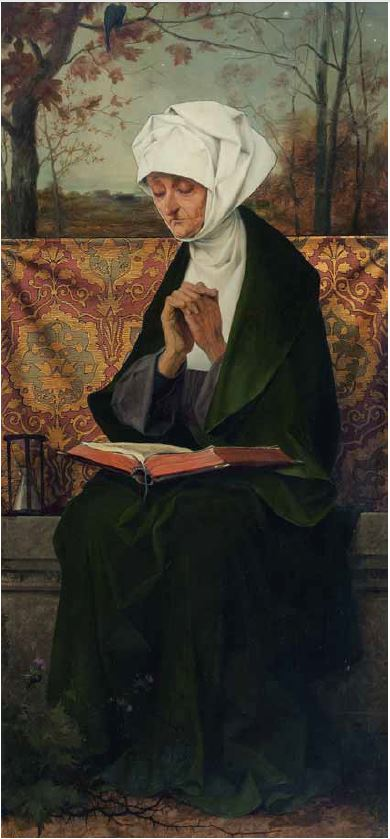
Le soir de la vie.
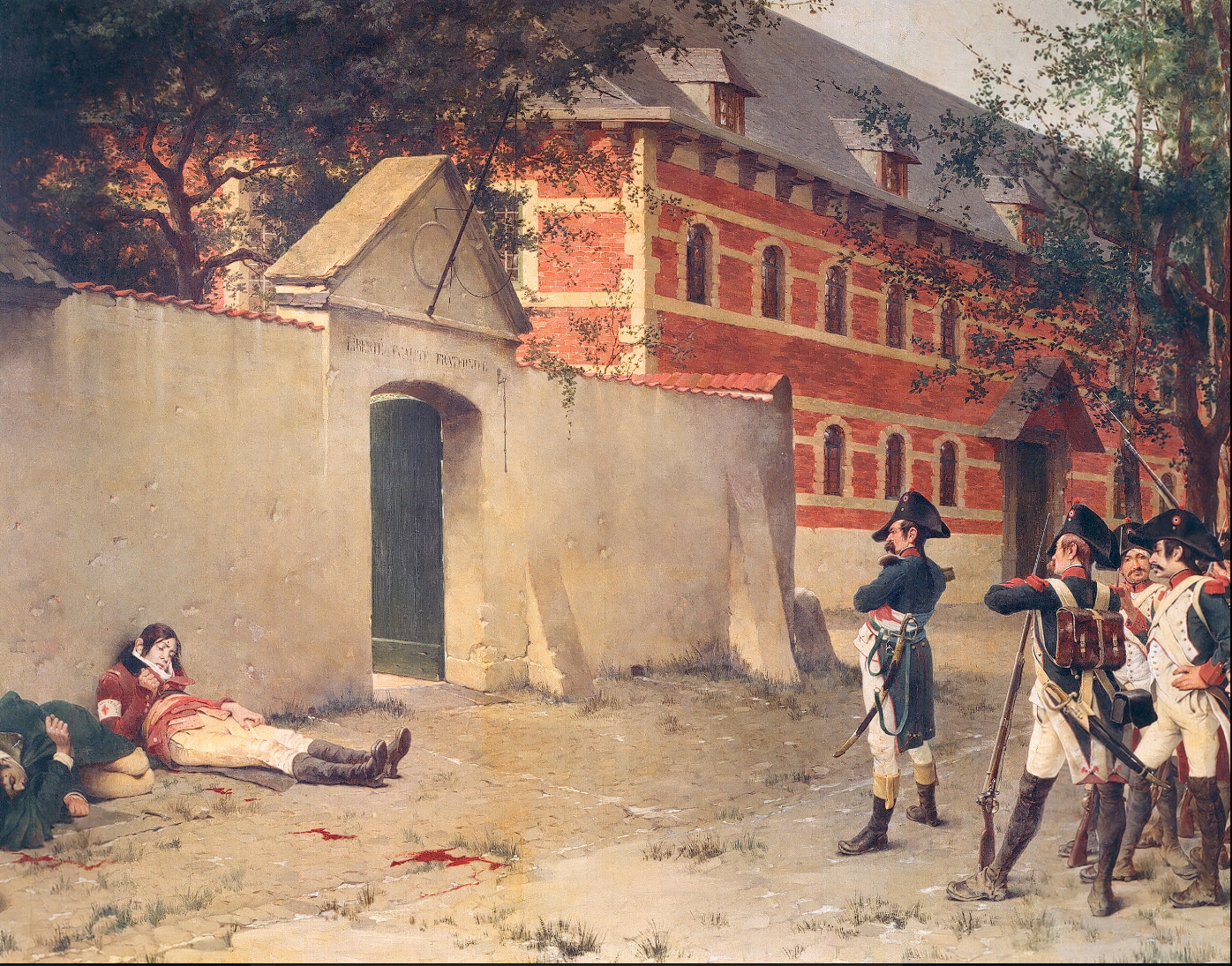
Episode de la Guerre des Paysans.

## Distinctions
- Officier de l'ordre de Léopold (8 mai 1896)[11].